# 히르카니아숲

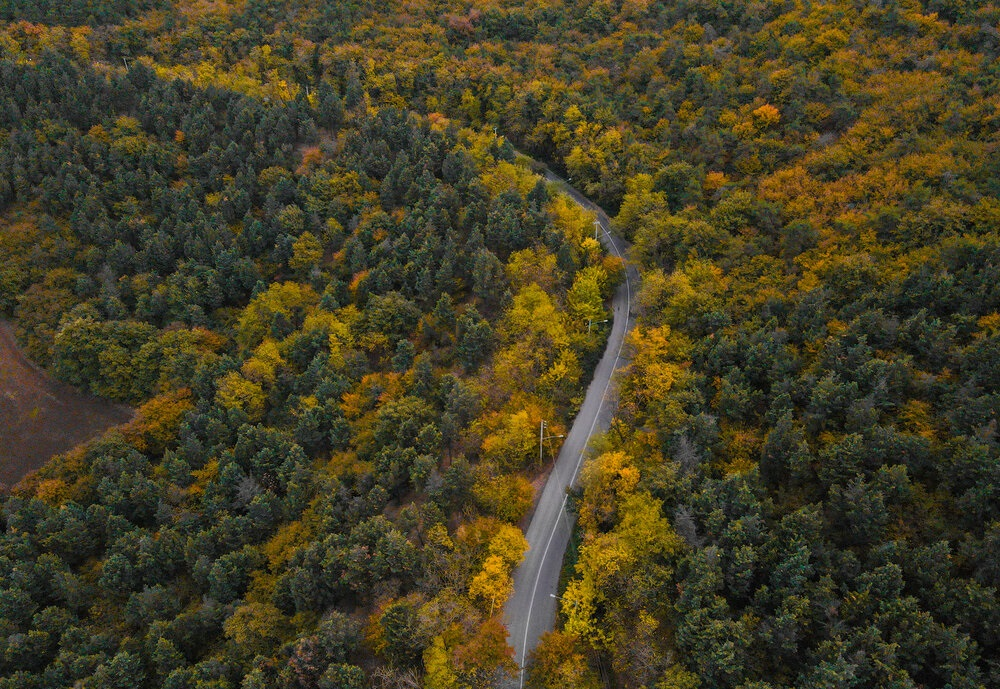
히르카니아숲

히르카니아숲(페르시아어: جنگل های هیرکانی, 아제르바이잔어: Hirkan meşələri)은 이란과 아제르바이잔의 카스피해 연안 근처에 있는 약 55,000 제곱킬로미터 (21,000 mi2)에 걸쳐 있는 무성한 저지대이자 산악 지대다. 이 숲은 고대 지역인 히르카니아에서 이름을 따왔다. 세계자연기금(WWF)은 이 생태지역을 카스피 히르카니아 혼합림이라고 부른다. 2019년 7월 5일 이후 히르카니아숲은 유네스코 세계문화유산으로 지정되었다. 2023년 9월, 이 유산지역은 아제르바이잔에 위치한 숲의 일부가 포함되도록 확장되었다.